# 男と女 -TWO HEARTS TWO VOICES- BOX (Special Edition)
『男と女-TWO HEARTS TWO VOICES-BOX (Special Edition)』（おとことおんな・ツーハーツ・ツーヴォイシーズ・ボックス・スペシャル・エディション）は、2010年12月8日にリリースされた稲垣潤一初のデュエット・カバー・アルバム・CD-BOX（UICZ-9043）。

## 解説
『男と女 -TWO HEARTS TWO VOICES-』『男と女2』『男と女3』のデュエット・アルバム3作品をSHM-CDで収録。「男と女」各盤収録のミュージック・ビデオ入DVDと「Junichi Inagaki Live Tour 2010〜featuring“男と女”」ライブ映像DVDを加えた全5枚によるボックス・セット。

## 収録曲

### Disc.4　DVD　『ミュージック・ビデオ』
1. 悲しみがとまらない （duet with 小柳ゆき）
2. あなたに逢いたくて ～Missing You～ （duet with 松浦亜弥）
3. クリスマスキャロルの頃には （duet with 広瀬香美）
4. 愛が止まらない （duet with 相川七瀬）

### Disc.5　DVD　『Junichi Inagaki Live Tour 2010〜featuring“男と女”』
1. オープニング
2. バハマ・エアポート
3. 夜汽車よ悲しみを乗せて
4. MC1
5. 246:3AM
6. 唇を動かさないで
7. 時の岸辺
8. ブルージン・ピエロ
9. PIECE OF MY WISH（featuring Guest 辛島美登里）
10. MC2
11. サイレント・イヴ（featuring Guest 辛島美登里）
12. MC3
13. あなたに逢いたくて~Missing You~（featuring Guest 松浦亜弥）
14. MC4
15. 君は知らない
16. UP TO YOU
17. メンバー紹介
18. マラソンレース
19. 1969の片想い
20. MC5
21. 1・2・3
22. 退場～アンコール登場
23. メドレー：セブンティ･カラーズ･ガール、バチェラー･ガール、ドラマティック･レイン、オーシャン･ブルー、クリスマスキャロルの頃には
24. MC6
25. 大人の夏景色
26. 愛のスーパー・マジック
27. エンディング
28. ＜映像特典＞リハーサル風景･オフショット

## 男と女 -TWO HEARTS TWO VOICES- BOX
『男と女-TWO HEARTS TWO VOICES-BOX (Special Edition)』（おとことおんな・ツーハーツ・ツーヴォイシーズ・ボックス）は2011年4月6日にリリースされた、稲垣潤一2作目のデュエット・カバー・アルバム・CD-BOX（UPCY-9198）。

### 解説
上記記載のCD-BOX『男と女-TWO HEARTS TWO VOICES-BOX (Special Edition)』よりミュージック・ビデオ入DVD、ライブ映像DVDを外し「男と女」3部作をSHM-CDではなくCD-DAで収録した3枚組のCD-BOX。